# Ŋ̂
Cette page contient des caractères spéciaux ou non latins. S’ils s’affichent mal (▯, ?, etc.), consultez la page d’aide Unicode.
L’eng accent circonflexe (majuscule : Ŋ̂, minuscule : ŋ̂) est une lettre supplémentaire de l'alphabet latin utilisée dans l’écriture du adioukrou et du goo. Elle est composée d’un eng ‹ ŋ › diacrité d’un accent circonflexe.

## Représentations informatiques
L’eng accent circonflexe peut être représenté avec les caractères Unicode suivants, :
| formes    | représentations | chaînes de caractères | points de code | descriptions                                               |
| --------- | --------------- | --------------------- | -------------- | ---------------------------------------------------------- |
| capitale  | Ŋ̂               | Ŋ◌̂                    | U+014A U+0302  | lettre majuscule latine eng diacritique accent circonflexe |
| minuscule | ŋ̂               | ŋ◌̂                    | U+014B U+0302  | lettre minuscule latine eng diacritique accent circonflexe |